# フォンタナ・レコード
フォンタナ・レコード（Fontana Records）は、アメリカ、ロサンゼルスに本社を置くレコード会社。

## 来歴
1954年にオランダのフィリップス・レコードを親会社として発足した。ロック黎明期から様々なアーティストのリリースに携わった。1972年にポリグラムに売却され、1974年以降はイギリスとヨーロッパで休眠状態となり、その間日本ではフィリップスのクラシック音源の廉価版レーベルとして使用されていた。
その後、1980年代後半からティアーズ・フォー・フィアーズ、ティアドロップ・エクスプローズ、ペル・ウブ、コクトー・ツインズ、スウィング・アウト・シスターといったアーティストの作品をリリースし、1990年代からもハウス・オブ・ラヴ、ゴーキーズ・ザイゴティック・マンキ、オーシャン・カラー・シーン、オリータ・アダムス、ジェイムスらのアルバムに携わった。1999年以降はフォンタナ・ディストリビューションの傘下となる。